# Hjärtats trakt
Hjärtats trakt släpptes den 20 april 1993 och är ett samlingsalbum av den svenske popartisten Per Gessle.

## Låtlista
1. Hjärtats trakt
2. Om du har lust
3. Rädd
4. Regn
5. Fiskarnas tecken
6. Syrenernas tid
7. Speedo
8. Viskar
9. Inte tillsammans, inte isär
10. Om jag en dag
11. Mandolindagar
12. Väntat så länge